# Catena Costiera Pacifica
La Catena Costiera Pacifica (in inglese Pacific Coast Ranges, o anche, in alcuni documenti ufficiali degli Stati Uniti d'America, Pacific Mountain System) è la lunga serie di catene montuose che corrono lungo il bordo occidentale dell'America del Nord dall'Alaska fino al Messico. Culmina con il Monte Logan (5.959 m).
Fa parte della Cordigliera Nordamericana (a volte nota come la Cordigliera Occidentale o, in Canada, come la Cordigliera Pacifica e/o la Cordigliera Canadese), che comprende le Montagne Rocciose, i Monti Columbia, le Montagne Interne, l'Altopiano Interno, la Sierra Nevada, le catene montuose del Gran Bacino e varie altre catene, altopiani e bacini.
La denominazione Catena Costiera Pacifica, tuttavia, si applica solo al sistema occidentale della Cordigliera Occidentale, che comprende i Monti Sant'Elia, le Montagne Costiere, le Montagne Insulari, le Montagne Olimpiche, la Catena delle Cascate, la Catena Costiera dell'Oregon, la Catena Costiera della California, le Catene Trasversali, le Catene Peninsulari e la Sierra Madre Occidentale.

## Geografia
Il carattere delle catene varia considerevolmente, dai ghiacciai di tipo artico nelle catene dell'Alaska, alle catene frastagliate della California Centrale e Meridionale, alle Catene Trasversali e alle Catene Peninsulari, nell'ecoregione dello chaparral e dei boschi della California con i boschi di querce, la foresta di arbusti di chaparral o gli arbusti di artemisia costiera che li coprono. La linea costiera digrada spesso a precipizio nel mare con vedute fotogeniche. Lungo la costa della Columbia Britannica e dell'Alaska, le montagne si mescolano con il mare in un complesso labirinto di fiordi, con migliaia di isole. Al largo della costa della California Meridionale l'arcipelago delle Channel Islands delle Santa Monica Mountains si estende per 260 km.
Ci sono piane costiere alle foci di fiumi che hanno perforato le montagne spargendo sedimenti, soprattutto presso il fiume Copper in Alaska, il fiume Fraser nella Columbia Britannica e il fiume Columbia tra Washington e Oregon. In California: la Baia di San Francisco dei fiumi Sacramento e San Joaquin, la Pianura di Oxnard del fiume Santa Clara (sede del suolo più fertile del mondo), il Bacino di Los Angeles dei fiumi Los Angeles, San Gabriel e Santa Ana - una piana costiera riempita di sedimenti tra le catene peninsulari e trasversali con sedimenti nel bacino profondi fino a 10 km, e la Mission Bay del fiume San Diego.
A causa della vicinanza della Baia di San Francisco a nord, è comune in inverno che masse d'aria fredde e instabili provenienti dal Golfo dell'Alaska facciano il primo approdo in una delle catene costiere, producendo come risultato pesanti precipitazioni, sia come pioggia che come neve, specialmente sui loro pendii occidentali. Lo stesso tempo invernale si presenta con meno frequenza e precipitazioni nella California Meridionale, con i lati e le cime occidentali dei monti che causano un'ombra pluviometrica verso est che dà origine alle aride regioni desertiche.
Nella lista sotto compare tra le principali montagne della Catena Costiera Pacifica anche la Sierra Nevada, che è talvolta considerata un sistema a sé stante, essendo situata più ad est. Si tratta infatti di un'importante catena montuosa della California orientale che la Valle Centrale separa per gran parte della sua lunghezza dalla Catena Costiera della California e dalle Catene Trasversali.

## Geologia
Sulla costa ovest del Nord America, le catene e la piana costiere formano il margine. La maggior parte della terra è fatta di terrani che sono stati accresciuti sul margine. Al nord, la cintura insulare è un terrano accresciuto, che forma il margine. Questa cintura si estende dal terrano di Wrangellia in Alaska al gruppo di Chilliwack in Canada.
Una spaccatura nella Rodinia 750 milioni di anni fa formò un margine passivo nel Nord-Ovest Pacifico orientale. La rottura della Pangea 200 milioni di anni fa cominciò il movimento verso ovest della placca nordamericana, creando un margine attivo sul continente occidentale. Quando il continente scivolò lentamente a ovest, si verificò l'accrezione di vari terrani sulla costa occidentale. La tempistica dell'accrezione della cintura insulare è incerta, sebbene la chiusura non sia avvenuta prima di almeno 115 milioni di anni fa. Altri terrani mesozoici che si accrebbero sul continente includono le Klamath Mountains, la Sierra Nevada, e il superterrano di Guerrero del Messico occidentale. Tra 80 e 90 milioni di anni fa la placca di Farallon in subduzione si spaccò e formò la placca di Kula a nord. Questo formò un'area in quella che è adesso la California settentrionale, dove le placche conversero formando un mélange. A nord di quest'ultimo vi era l'Insenatura della Columbia, dove il margine continentale era ad est delle aree circostanti. Molti dei principali batoliti risalgono al tardo Cretaceo. Quando l'orogenesi laramide finì intorno a 48 milioni di anni fa, cominciò l'accrezione del terrano di Siletzia nel Nord-Ovest Pacifico. Questo iniziò l'attività vulcanica nella zona di subduzione della Cascadia, formando la moderna Catena delle Cascate, e durò fino al Miocene. Questi eventi possono legarsi alla vampata dell'ignimbrite del Basin and Range meridionale. Come estensione della provincia di Basin and Range rallentata da un cambiamento nel movimento della placca nordamericana tra circa 7 e 8 milioni di anni fa, cominciò il rifting sul Golfo di California.
Sebbene molte delle catene condividano una storia geologica comune, la provincia della Catena Costiera Pacifica non è definita dalla geologia, ma piuttosto dalla geografia. Molte delle varie catene sono composte da tipi distinti di roccia provenienti da molti diversi periodi di tempo geologico, dal [Precambriano] in alcune parti dei Monti Little San Bernardino alle rocce di 10.000 anni nella Catena delle Cascate. Per fare un esempio, le [Catene Peninsulari], composte di roccia basolitica mesozoica, sono geologicamente estremamente differenti dai Monti San Bernardino, composte da una mescolanza di roccia metamorfica precambriana e di roccia sedimentaria cenozoica. Tuttavia, entrambe sono considerate parte della Catena Costiera Pacifica per la loro prossimità e per l'impatto economico e sociale simile sulle comunità circostanti.

## Catene principali
La Catena Costiera Pacifica è formata principalmente dalle seguenti catene montuose:
- Monti Kenai
- Monti Chugach
- Monti Sant'Elia
- Montagne Costiere
- Catena delle Cascate
- Sierra Nevada
- Sierra Madre Occidentale

## Campi di ghiaccio principali
La Catena Costiera Pacifica ospita i più grandi campi di ghiaccio del mondo alle latitudini temperate. Pur non essendo qualificati come catene montuose, sono formazioni sostanzialmente equivalenti. 
- Campo di ghiaccio Harding
- Campo di ghiaccio SargentCampo di ghiaccio Harding
- Campo di ghiaccio Bagley
- Campo di ghiaccio Kluane
- Campo di ghiaccio Juneau
- Campo di ghiaccio Stikine

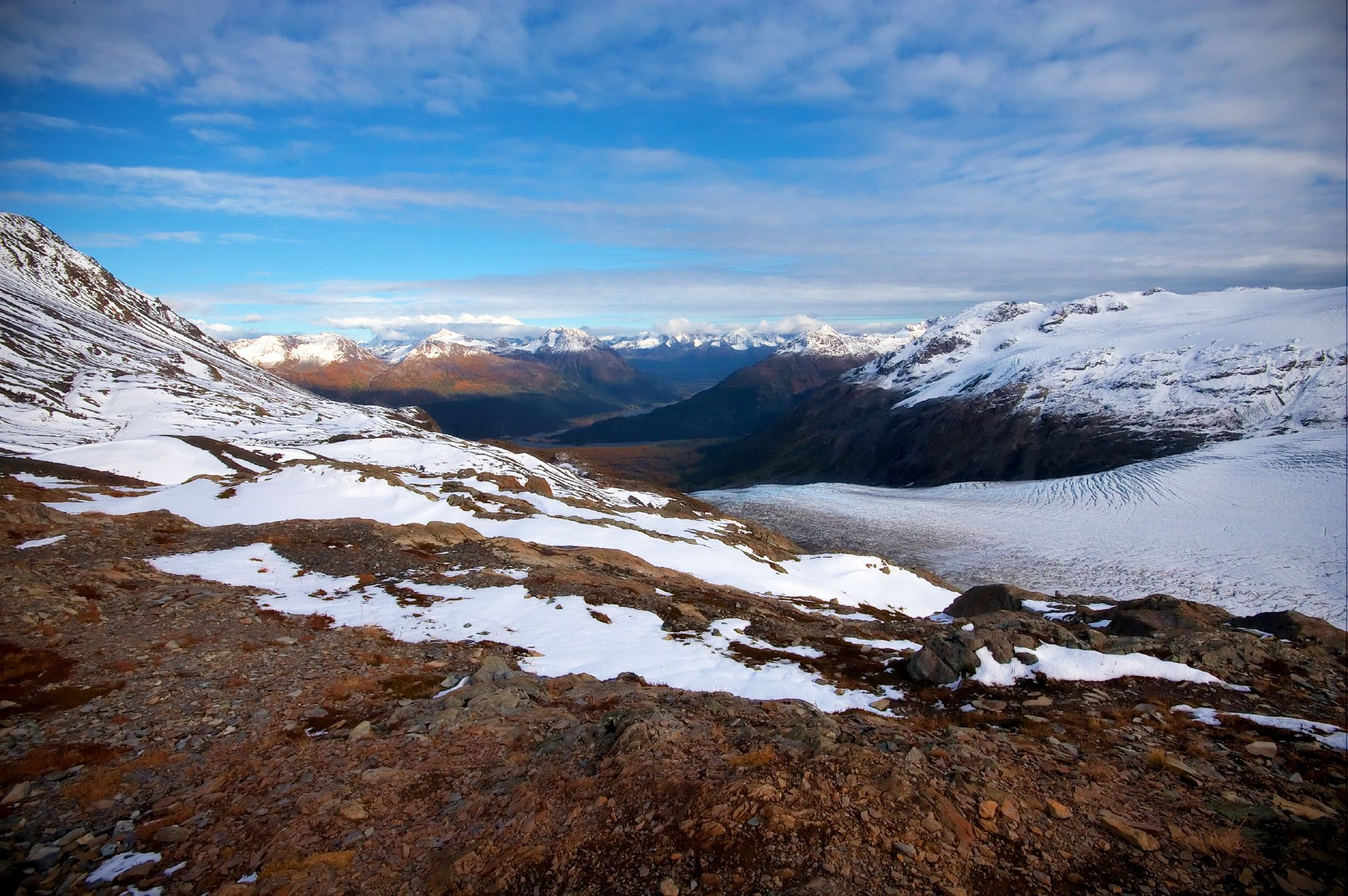
Campo di ghiaccio Harding

- Campo di ghiaccio Ha-Iltzuk (Ghiacciaio Silverthrone)
- Campo di ghiaccio Monarch
- Campo di ghiaccio Waddington
- Campo di ghiaccio Homathko
- Campo di ghiaccio Lillooet (Lillooet Crown)
- Campo di ghiaccio Pemberton

Solo i campi di ghiaccio maggiori sono elencati sopra; i campi di ghiaccio minori si possono trovare sulle pagine delle varie catene. I campi di ghiaccio formalmente senza nome non sono elencati.